# Chartoun
Chartoun est un village libanais situé dans le caza d'Aley au mont Liban.

## Histoire
L'origine, du nom Chartouny est syriaque, "Sharrutin ", signifiant "nouveau" ou "récent". Les premiers habitants du village arrivèrent dans la région vers 1250 après des luttes meurtrières dans leur village d'origine. Il nouèrent d'excellentes relations avec les Cheikhs druzes de la région qui leur offrirent les terrains actuels du village. Le noyau du village comportait 20 demeures uniquement. Depuis, l'histoire de Chartoun devint celle de la région du Aley.

## Géographie
par rapport à Beyrouth : 25 km au sud-est de la capitale.
- Routes d'accès :

On accède à Chartoun par la route :

Aley- Ghaboun- Kfar Aamay- Chartoun- Ain Treiz_ Rechmaya.

A l'entrée Sud du village une route secondaire emmène vers les villages de Doueir, Bou Zreidé, Selfaya.

A l'entrée Nord du village une route secondaire mène au village de Roueisset El Noumane

- Sources et fontaines : Chartoun est connu dans la région pour l'abondance de ses fontaines. On y repère quatre fontaines principales :

- Ain El Jaouzé (la fontaine du noisetier) -Ain El Dai'a (la fontaine du village)
- Ain El Jdidé (la fontaine nouvelle)
- Ain El Marj (la fontaine des champs)

### Démographie
Selon le dernier recensement établi en 1968, le nombre d'habitants du village était de 1856 personnes.
Aujourd'hui les listes électorales comptent 1400 personnes, l'extrapolation fournit un chiffre proche de 3000 personnes.
Ce chiffre demeure approximatif en raison d'absence de recensement.
Il est important de mentionner l'émigration d'un grand nombre d'habitants de Chartoun vers l'Amérique Latine et vers la France. Ces émigrants aidaient au développement du village avant la guerre. Le conseil municipal a chargé une équipe de renouer contact avec eux.

## Activités économiques

### Agriculture
Comme une grande partie de la montagne libanaise, la pente des terrains de Chartoun varie entre 15 et 40 %. Pour cultiver ces terrains, les paysans avaient recours à la technique des terrassements dont la largeur variait avec la pente. Les murs de soutènement de ces terrassements étaient construits en opus incertum avec de la pierre trouvée sur place. D'autre part, le climat tempéré du village et son abondance en sources d'eau facilitent l'activité agricole.
Les cultures les plus répandues étaient :
- Olivier : 100 tonnes
- Pomme : 25 tonnes
- Poire : 21 tonnes
- Pèche : 20 tonnes
- Figue : données inexistantes mais récolte importante
- Vigne : données inexistantes mais récolte importante

La production agricole à Chartoun a fait l'objet d'exportations dans des cas rares et limités. Elle assurait surtout l'autosuffisance des habitants du village.

### Élevage
La majorité des habitants du village s'intéressaient à l'élevage domestique qui assurait l'autosuffisance de chaque foyer en viande et produits laitiers. (poules, moutons, chèvres, vaches etc.)
D'autre part, il existait au village des projets d'élevage à but
commercial :
- 3 fermes de poules
- 3 étables de vaches avec production de fromage et de beurre.

### Industrie et artisanat
Avant la Première Guerre Mondiale, et comme dans une grande partie de la montagne libanaise, la fabrication de la soie connut une période d'or à Chartouny.
C'est probablement l'une des plus grandes réalisations économiques du village. En 1914, 110 000 mûriers étaient destinés à l'élevage du ver à soie. Une filature de 77 bassines assurait le filage des cocons. La concurrence et la perte d'une grande partie de la main d'œuvre avec la Première Guerre Mondiale mit fin à cette industrie.
La filature de Chartoun existe toujours mais elle est en ruine.
Les industries nouvelles de Chartoun (juste avant le déplacement) se limitaient aux besoins du village, et se répartissaient ainsi :
- Ferronneries 2
- Menuiseries 4
- Garages de réparation automobile 6
- Pressoir à olives 1
- Fabrique de parpaings en béton 1
- Filature de laine 1
- Fabrique de batteries automobiles 1
- Assemblage de tracteurs agricoles 1
- Tailleur 1
- Coiffeurs 3

### Commerce et tourisme
Le commerce au sein du village tout comme l'industrie subvenait uniquement aux besoins des habitants.
Mais le calme du village, son excellent climat attirent un nombre important de touristes.
Répartition des activités commerciales :
- Epiceries 5
- Boucheries 2
- Habillement 1
- Stations d'essence 1
- Vente de produits
- Electroménagers 1
- Restaurants 2

Toutes ces activités ont disparu avec le déplacement et la destruction de leurs bâtiments en 1983.